# Ом (річка)
Ом (рос. Омь) — річка в Західному Сибіру, права притока Іртиша (притоки Обі).
Джерело розташоване на Васюганській рівнині, річка протікає теренами Новосибирської та Омської областей. Тече Барабінською низовиною.
- Довжина річки — 1 091 км,
- Сточище— 52,4 тис. км²,
- Найбільша витрата води — 814 м³/сек.

Назва «Ом» у перекладі з тюркського означає — «тиха».

## Притоки
Річка Ом приймає більше двох десятків приток, довжиною понад 10 км. Найбільших із них, довжиною понад 100 км — 6, із них понад 500 км — 1 (від витоку до гирла):
| Назва притоки | Довжина,(км) | Площа водозбірного басейну, (км²) | Відстань від гирла р. Непи, (км) | Витрата води,(м³/с) |
| ------------- | ------------ | --------------------------------- | -------------------------------- | ------------------- |
| → Ляча        | 40           |                                   | 1031                             |                     |
| → Сенча       | 38           |                                   | 1017                             |                     |
| ← Іча         | 136          | 1980                              | 993                              |                     |
| → Угурманка   | 63           | 1100                              | 862                              |                     |
| → Кондусла    | 38           |                                   | 820                              |                     |
| ← Узакла      | 120          | 2090                              | 644                              |                     |
| ← Іча         | 257          | 3570                              | 584                              |                     |
| ← Кама        | 222          | 2680                              | 529                              |                     |
| ← Тартас      | 566          | 16200                             | 510                              |                     |
| ← Тарбуга     | 38           |                                   | 86                               |                     |

## Міста над річкою
- Барабінськ
- Калачинськ
- Куйбишев
- Омськ